# Kokowääh 2
Kokowääh 2 ist eine deutsche Filmkomödie aus dem Jahr 2013 und die Fortsetzung des Filmes Kokowääh. Wie im ersten Teil fungiert Til Schweiger als Regisseur, Hauptdarsteller, Produzent und schrieb zusammen mit Béla Jarzyk auch das Drehbuch. Die Premiere des Films war am 29. Januar 2013 in Berlin, Kinostart war am 7. Februar 2013.

## Handlung
Zwei Jahre sind vergangen, seitdem Henry, Katharina, Tristan und Magdalena eine Patchwork-Familie geworden sind. Der Alltag ist eingekehrt und doch bricht das Chaos aus.
Henry beginnt eine Karriere als Filmproduzent. Bei seinem ersten großen Film muss er mit dem exzentrischen Jungschauspieler Matthias Schweighöfer zusammenarbeiten. Derweil ist Katharina Mutter geworden und hadert mit ihrer Rolle als Hausfrau und Mutter für Baby Louis. Dabei macht sie Henry Vorwürfe, dass er keine Verantwortung übernehme, und sucht sich deswegen eine eigene Wohnung, um ihnen eine zweite Chance zu geben. Kuckucksvater Tristan wiederum erlebt seine erste Midlife-Crisis: Charlotte hat ihn verlassen, um einen Job im Ausland anzunehmen. Tristan genießt daher seine neuen Freiheiten und hat bald eine neue jugendliche Freundin Anna. Außerdem zieht er nach Katharinas Auszug bei Henry ein. Die beiden Männer sind mit der Situation, nun Verantwortung für das gemeinsame Kuckuckskind Magdalena und das Baby zu tragen, völlig überfordert. Daher stellen sie ein attraktives Kindermädchen ein, das auch noch bei ihnen einzieht. Dadurch droht das Patchwork-Experiment zu scheitern.
Währenddessen verliebt sich Magdalena zum ersten Mal in einen Jungen.

## Hintergrund
Der Filmtitel steht lautsprachlich für Coq au vin. Im Film ist Kokowääh das einzige Gericht, das Henry kochen kann.
Als Titelsong wählte Til Schweiger das Lied Hall of Fame von der irischen Rockband The Script in Kollaboration mit dem US-amerikanischen Rapper will.i.am. Die Filmmusik stammt von der finnischen Post-Hardcore-Band  Disco Ensemble.
Die Dreharbeiten dauerten vom 2. August 2012 bis zum 1. Oktober 2012. Gedreht wurde in Berlin und Brandenburg. Kinostart in Deutschland war am 7. Februar 2013.
Im Jahr 2013 wurden bundesweit 2.730.061 Besucher an den deutschen Kinokassen gezählt, womit der Film den 9. Platz der meistbesuchten Filme des Jahres belegte.
Im deutschen Free-TV war der Film erstmals am 3. Oktober 2015 ab 20.15 Uhr auf Sat.1 zu sehen.

## Kritiken
„Eine moderne Patchwork-Familie und ihre Sorgen, die von Otto-Normalverbraucher Lichtjahre entfernt sind. Davon erzählt "Kokowääh 2" mit den gewohnten Til Schweiger Zutaten. Irgendwie ist in seinen Filmen immer Sommer, das Licht fällt golden, die Menschen sind entspannt. Seine Familie ist hip, man sagt nicht Turnschuhe, sondern Chucks, trägt auch bei Hitze coole Mützchen. Ein Teppich aus aktueller Musik verstärkt Emotionen, die chicen Räume, in denen sich die schönen Menschen aufhalten, sind perfekt ausgeleuchtet. Probleme werden gesittet bei einem Macchiato im Café besprochen, junge Mütter sind spindeldürr, perfekt geschminkt und ausgeschlafen. Breiflecken auf dem angesagten T-Shirt wirken wie ein lustiges Accessoire. All das würde man einem amerikanischen Hochglanzfilm nicht zum Vorwurf machen – deshalb tue ich es auch nicht bei Til Schweiger. Seine Komödien locken regelmäßig Millionen Zuschauer in die Kinos, […] stellen Rekorde auf, machen Menschen glücklich – egal, ob Kritiker schreiben, dass die Geschichte vorhersehbar war und die Schauspieler nicht auf dem Höhepunkt ihrer Kunst. Til Schweiger schafft es immer wieder, in ein nur scheinbares Problem deutsche Wunschträume zu verpacken. Ziemlich hübsch zu verpacken. Jeder hätte doch gern ein so schönes Loft, diese niedliche Tochter mit den weißen Zähnen und würde gern auf einer Filmparty mit Gästen oben ohne feiern. Schweigers Tochter Emma ist auch mit zehn Jahren noch niedlich, einer solchen Göre verzeiht man ihr Nuscheln und Grimassieren.“

„"The Same Procedure As Last Time?" "The Same Procedure As Every Time…" Nimmt man "Kokowääh 2" als eigenständigen Film für sich, und ignoriert man "Kokowääh 1", "Keinohrhasen" und "Zweiohrküken", dann könnte man wahrscheinlich sagen: "Was für eine süße, harmlose, nette, deutsche Komödie." Es gab die anderen drei Filme aber zuvor - und das wird zum Problem für "Kokowääh 2". Wieder Til Schweiger in einem seiner eigenen Filme als planloser, aber natürlich extrem gut aussehender, liebenswerter Chaot. Wieder (zum vierten Mal!!) seine Tochter Emma in der "kindlichen Hauptrolle" des Films. Die weiblichen Haupt-Charaktere […] sind hübsche Frauen, mit großem Intellekt und Eigenständigkeit, die ihm (Til) aber doch nicht so recht widerstehen können, egal wie blöd der sich anstellt. Die Geschichten sind dann immer Verbindungen aus diesen Charakter-Bausteinen: Der Chaot ist drauf und dran, die tollste Frau der Welt zu verspielen. Das Kind ist frech, niedlich und gewitzt. Der Chaot bringt alles zum Einstürzen, begleitet von Alltags-Gags wie verbranntem Essen oder Babys, die einen auf dem Wickeltisch anpinkeln. Und am Ende muss er dann reumütig die Scherben kitten, bis am Ende alle ins Schlussbild lächeln. Die Kameraführung ist immer "persönlich", immer nah an den Charakteren, die Set-Einrichtungen sehen nach einer Mischung aus schwedischem Möbelhaus und gewollt cooler Industrie-Moderne aus. Die Farben sind immer Pastelltöne. Sonnenstrahlen scheinen verträumt durch Industrieglasscheiben - und wenn Til mit einem Bötchen irgendwo rum schippert, dann hat er dazu natürlich einen Stroh-Hut auf und sieht im weichen Licht des Sonnenuntergangs aus wie Huckleberry Finn. Solche Filme kann man machen, keine Frage, es gibt auch mit Sicherheit ein Publikum dafür. Noch! Denn spätestens mit "Drei-Nasen-Katze" oder "Kokowääh 3, 4 oder 5" wird auch ein immer größerer Teil der Kinogänger merken, dass einem hier unterm Strich immer wieder das gleiche aufgewärmte Essen mit geänderter Garnitur vorgesetzt wird. Und dann ist der Schritt in die Langweile geschafft. Handschrift ja, aber es wird im Fall von Til Schweiger mal wieder Zeit für ein neues Thema, eine neue Rolle für ihn selbst und für Schauspieler um ihn herum, die wir nicht in jeder seiner letzten Komödien gesehen haben.“

„Pinkelnde Babys, Männer in der Midlife-Crisis, verliebte Mädchen, Eifersucht und Kindererziehung - das ist die Mischung aus der in "Kokowääh 2" die Witze sind, die Hauptdarsteller, Drehbuchautor und Regisseur Til Schweiger zur Fortsetzung seines Erfolgsfilms verarbeitet. Für manchen mag dieser Humor gewöhnungsbedürftig sein, für Schweiger ist er das nicht, so scheint's. Der Erfolg gibt ihm recht. […] Til Schweigers Filmrezept ist simpel und es funktioniert seit seiner Komödie "Keinohrhasen" wunderbar. Die Hauptzutat ist dabei er selbst, denn Schweiger und seine Fans mögen es, wenn sich der zukünftige Tatortkommissar in seiner Lieblingsrolle als verletzlicher Macho inszeniert. Daneben braucht es nur noch massenkompatiblen Witz und ein paar seiner zahlreichen Freunde in Nebenrollen. […] "Kokowääh2" erfüllt alle Erwartungen und Befürchtungen, die man bei einem Film von Til Schweiger haben kann. Er liefert Beziehungsprobleme und Erziehungstipps mit einem Happy End, bei dem alle Beteiligten in Zeitlupe zu süßlicher Musik am Berliner Wannsee tanzen. Til Schweiger wird nicht müde zu betonen, dass seine Filme keine Anwärter auf Preise sind und auch auf Festivals wenig bis gar nichts verloren haben. In Schweigers Fokus steht die Masse, nicht die Klasse. Beste Voraussetzungen also, dass auch "Kokowääh 2" ein Erfolg wird. Ein überragender Film ist er deshalb aber nicht.“

„Til Schweiger kann alles - außer sich kurz fassen. Wie schon der Vorgänger ‚Kokowääh‘ dauert auch die Fortsetzung über zwei Stunden. Bei mancher Szene fragt man sich vielleicht: Wozu? […] Aber das ist Jammern auf hohem Niveau. Tatsächlich ist ‚Kokowääh 2‘ keine Sekunde langweilig und einmal mehr Beweis dafür, dass Schweiger wie kein Zweiter Geschichten erzählen kann, die Herz und Humor haben. Wer also für zwei Stunden rundum vergnügliche Zerstreuung sucht, zu zweit oder mit der ganzen Familie, der ist in diesem Film genau richtig.“

„‚Kokowääh 2’ war wie warmer Rosé. Farblos, lau, prickelt nicht und macht Kopfschmerzen. […] Es gibt da ein Zitat aus ‚Bang Boom Bang’, das gut auf Henry alias Schweiger passt: ‚90 Minuten! Nur ich! Ich bin der Geilste!’. Noch etwas Statistik: Geklaute Zitate gibt es auch wieder […] und jede Menge Schnittfehler.“